# Halaelurus quagga
Halaelurus quagga — акула з роду Halaelurus родини Котячі акули. Інші назви «котяча акула-квага», «плямиста акула-квага». Ці назви отримала на деяку схожість за забарвленням із вимерлою зеброю-квага.

## Опис
Загальна довжина досягає 36,8 см. Голова витягнута. Ніс загострений. Очі помірно великі, овально-горизонтальні, з мигальною перетинкою. За очима розташовані крихітні бризкальця. Ніздрі прикривають трикутні носові клапани. Губні складки дуже короткі, розташовані у кутах рота. Рот великий. Зуби розташовані у декілька рядків. На верхній щелепі — 26-28 робочих зубів, на нижній — 27. Зуби дрібні з 3 верхівками, з яких центральна є високою та шилоподібною, бокові — крихітні. У неї 5 пар коротких зябрових щілин. Тулуб стрункий, подовжений. Грудні плавці великі. Має 2 спинних плавці, що розташовані у хвостовій частині. Задній більше за передній. Останній має вузьку основу. Черевні плавці відносно широкі та низькі. Черево помірно коротке. Анальний плавець широкий та низький. Хвостовий плавець довгий, вузький, гетероцеркальний.
Забарвлення спини жовто-коричневе. Уздовж верху голови, спини, боків, хвостового плавця розташовано більш 20 темно-коричневих вузьких сідлоподібних смужок, що утворюють пари під спинними плавцями та одиночні на інших ділянках. Черево білувато-кремове.

## Спосіб життя
Тримається на глибинах від 54 до 220 м, зазвичай до 150–180 м, на континентальному шельфі. Доволі малорухлива, млява й повільна акула. Живиться дрібними ракоподібними і кальмарами, а також невеличкою костистою рибою.
Статева зрілість настає у самців при розмірах 28-35 см. Це яйцекладна акула. Самиця відкладає до 8 яєць у твердій капсулі завдовжки 3,8-4 см. Народжені акуленята завдовжки 8 см.

## Розповсюдження
Мешкає в Аравійському морі біля узбережжя Сомалі та Індії (штат Керала).